# Searsie

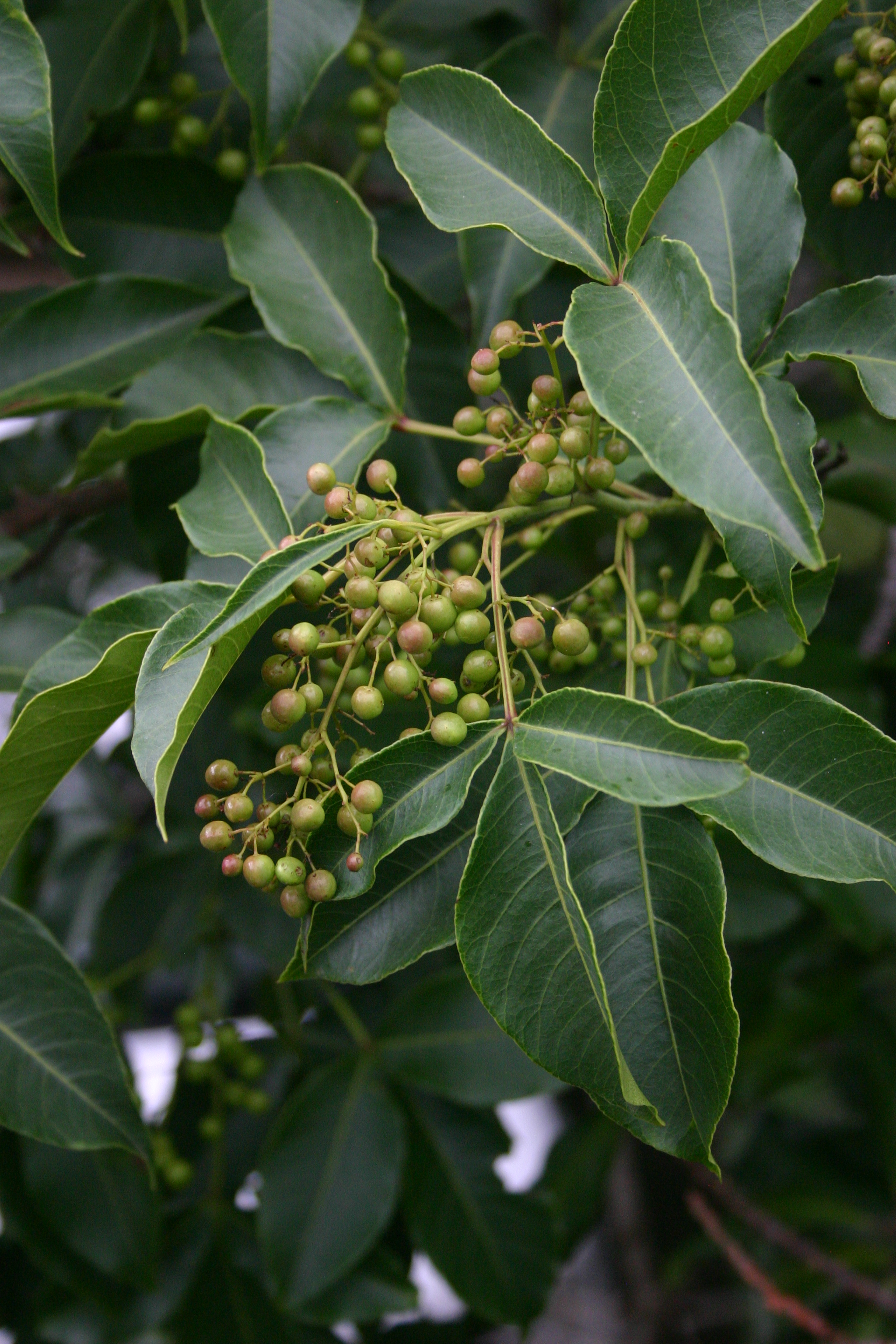
Searsia chirindensis s plody

Searsie (Searsia) je rod rostlin z čeledi ledvinovníkovité. Jsou to opadavé nebo stálezelené dřeviny se střídavými, většinou trojčetnými listy a drobnými pětičetnými květy uspořádanými v latách či hroznech. Plodem je peckovice. Rod zahrnuje asi 111 druhů a je rozšířen v Africe, Asii, dva druhy zasahují i na Sicílii.
Rod Searsia byl ve 20. století vyčleněn z rodu Rhus (škumpa). Odlišuje se zejména trojčetnými listy a dužninou plodů pevně spojenou s peckou. Druh Searsia lancea je v teplých oblastech světa pěstován jako okrasná dřevina. Některé druhy mají význam v africké i indické domorodé medicíně.

## Popis
Searsie jsou jednodomé nebo polygamní, opadavé nebo stálezelené keře, polokeře či stromy. Některé druhy jsou trnité. Listy jsou střídavé, lichozpeřené nebo trojčetné, složené z téměř nebo zcela vstřícných, přisedlých nebo řapíčkatých lístků. Květy jsou stopkaté až téměř přisedlé, většinou pětičetné nebo řidčeji čtyř či šestičetné, uspořádané v úžlabních nebo vrcholových latách či hroznech. Stopka květů není článkovaná. Kalich je zelenavý až červený, koruna zelenavě žlutá, bělavá nebo červená. Korunní lístky bývají asi dvojnásobně dlouhé oproti kalichu. Počet tyčinek odpovídá počtu korunních plátků a mají šídlovité nitky. V květech je miskovitý, laločnatý disk. Semeník je srostlý ze tří plodolistů a nese 3 volné nebo na bázi srostlé čnělky zakončené hlavatými bliznami. Obsahuje jediné vajíčko. Plodem je světle hnědá až černá nebo červená, kulovitá, vejcovitá nebo ze stran zploštělá peckovice. Dužnina (mezokarp) je pryskyřičnatá a pevně přiléhající k tvrdé pecce (endokarpu). Semena jsou vejcovitá nebo ledvinovitá, zploštělá.

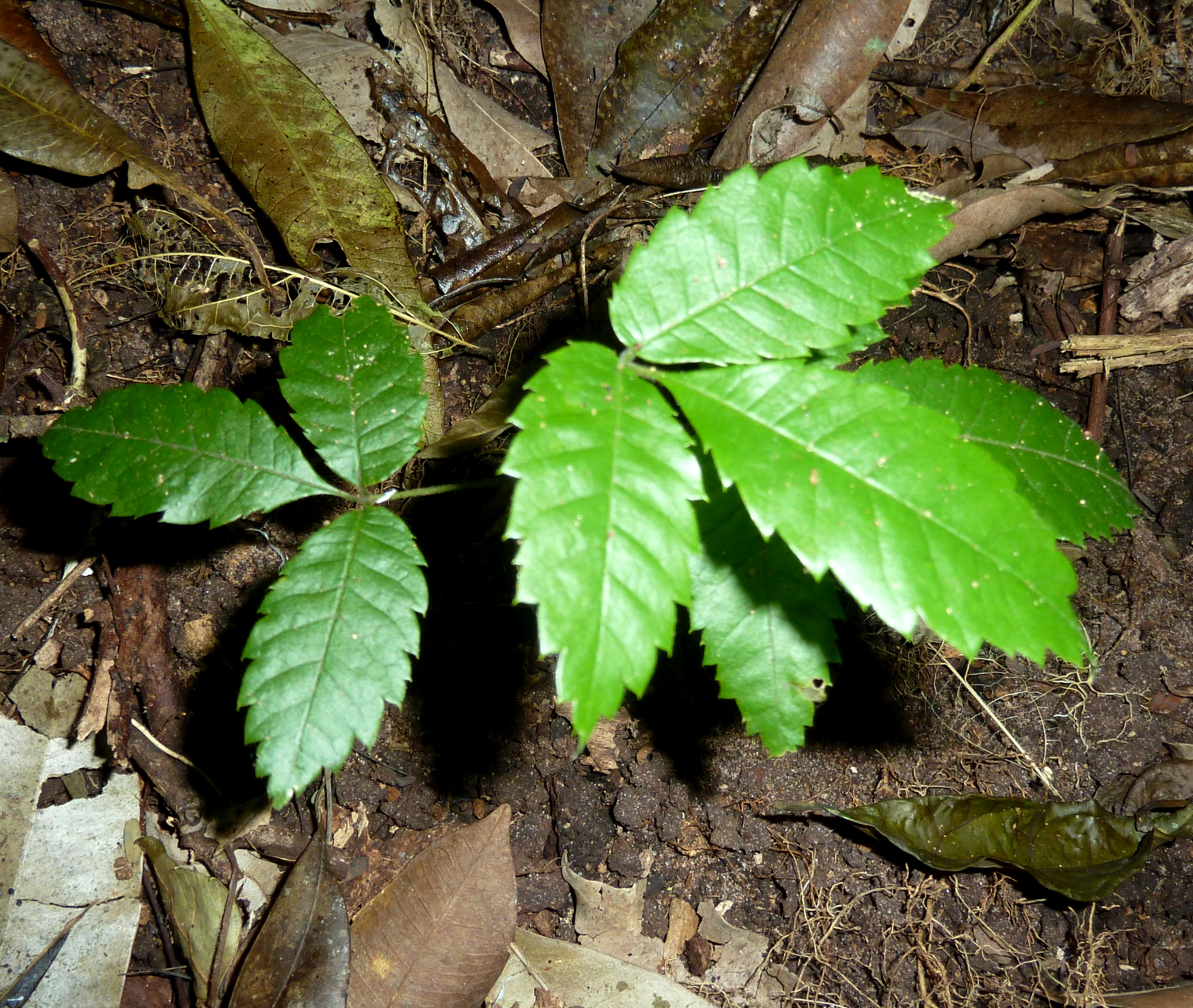
Listy Searsia dentata
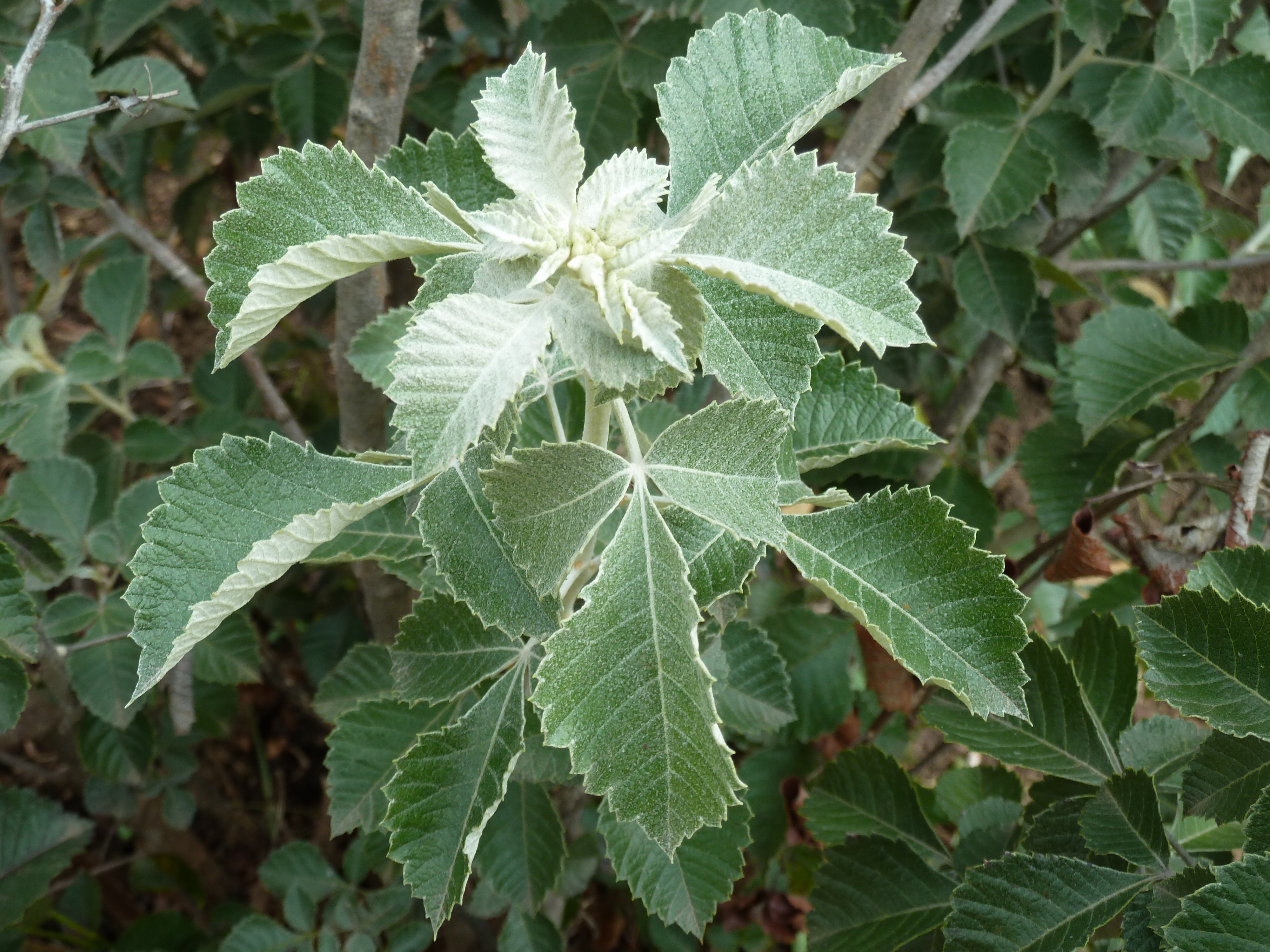
Nápadné olistění Searsia batophylla
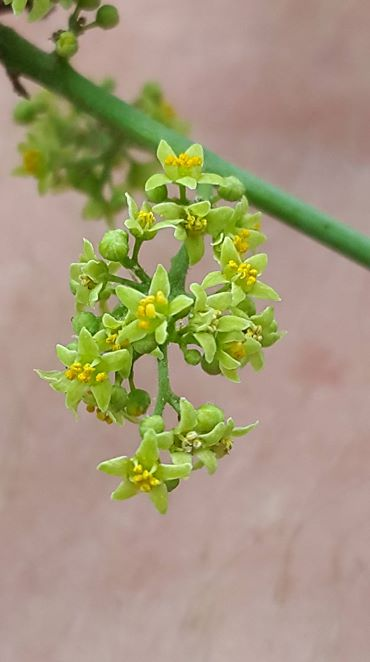
Květenství Searsia pendulina
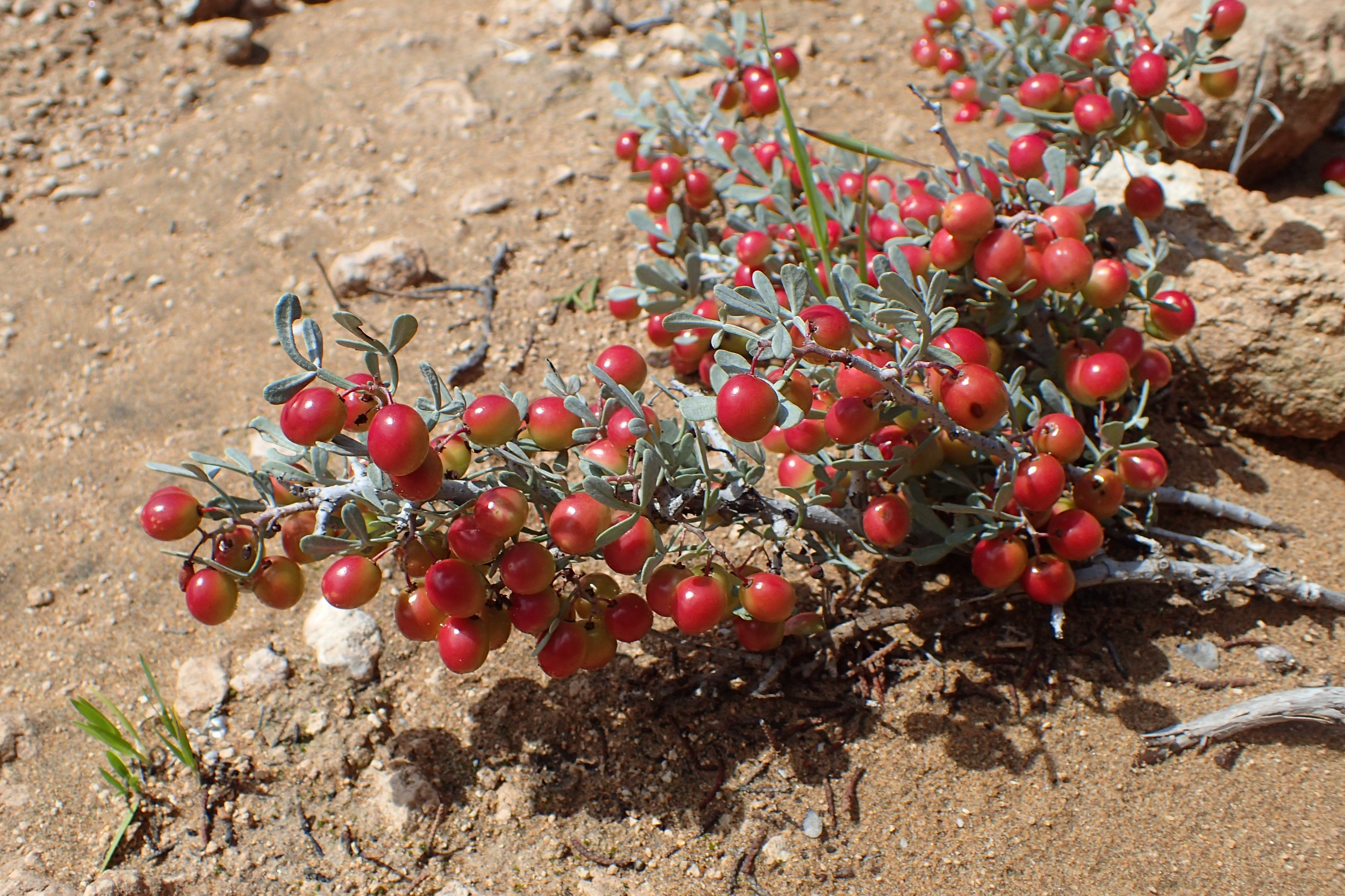
Searsia albida s plody

## Rozšíření
Rod searsie je největší rod čeledi ledvinovníkovité. Zahrnuje 111 druhů. Je rozšířen téměř v celé Africe, Arabském poloostrově, jihozápadní Asii (Sýrie, Palestina, Sinajský poloostrov), Indii a Myanmaru, také na Sokotře, Kanárských ostrovech, Kapverdách a Komorských ostrovech. Převážná většina druhů se vyskytuje v Africe a Arábii. V jižní a východní Asii rostou pouze 3 druhy: Searsia paniculata Bhútánu, Číně, Indii a Myanmaru, Searsia parviflora v Indii a Nepálu, Searsia mysorensis v Indii. Dva druhy (Searsia pentaphylla a Searsia tripartita) zasahují ze severní Afriky na Sicílii. Searsia thyrsiflora je endemit Sokotry. Na Kanárských ostrovech rostou druhy Searsia albida a Searsia tripartita, první z obou druhů roste i na Kapverdách.

## Ekologické interakce
Semena jsou šířena zejména ptáky, kteří konzumují plody.

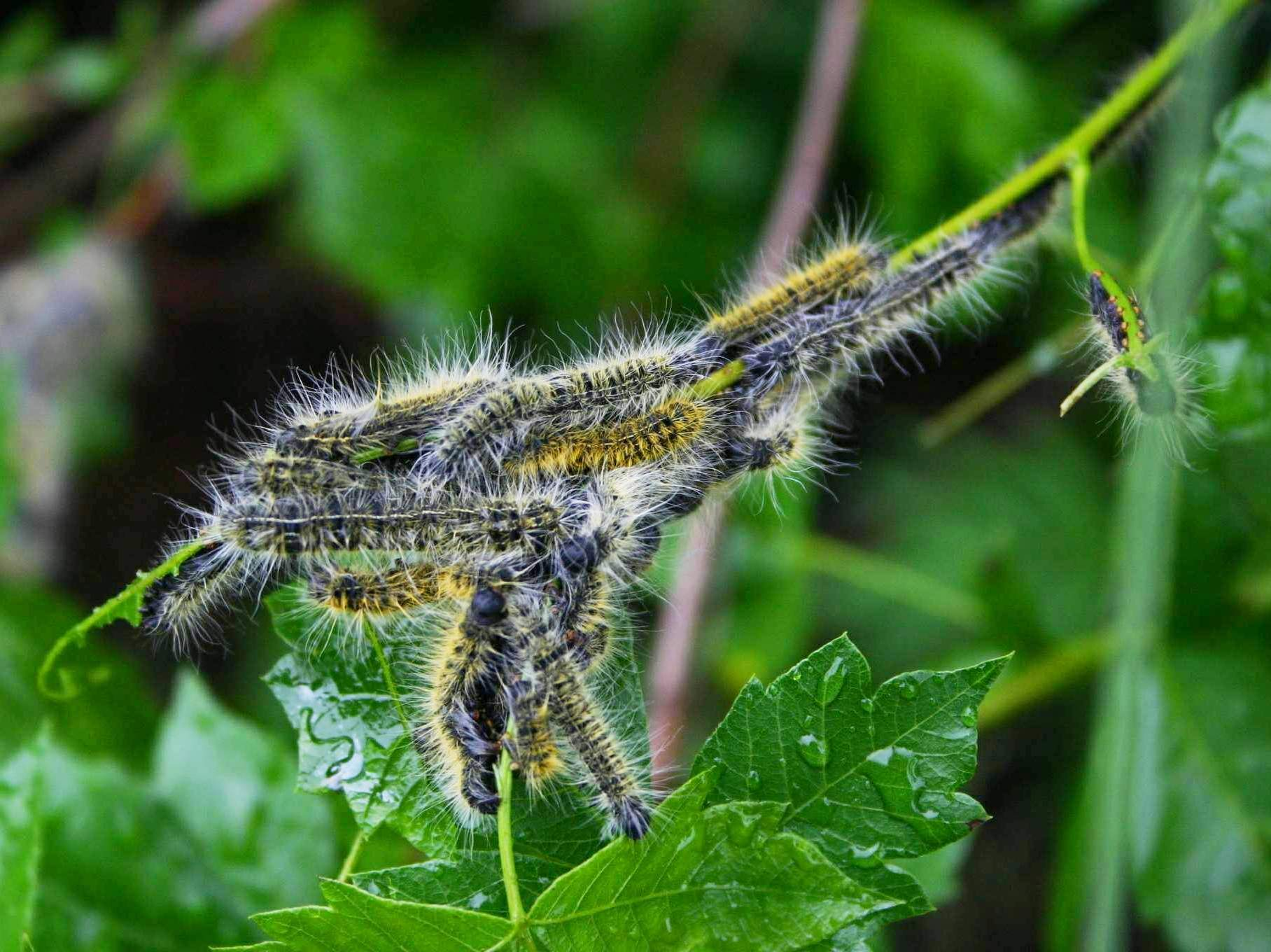
Housenky bourovce Bombycomorpha bifascia na Searsia trilobata

## Taxonomie
Rod Searsia je v rámci čeledi Anacardiaceae řazen do podčeledi Anacardioideae a tribu Rhoeae. V minulosti byl součástí rodu Rhus (škumpa). Fakt, že rod Rhus je v klasickém pojetí silně heterogenní, zaznamenal již italský botanik Antonio Bivona Bernardi, který v roce 1838 přeřadil kapské druhy ro nového rodu Terminthia, jméno však nebylo uveřejněno platně. Prvním taxonomem, který shromáždil škumpy Starého světa do jednoho taxonu, byl Adolf Engler, který pro ně v roce 1881 rámci rodu Rhus vyčlenil novou sekci Gerontogeae. Americký botanik Fred Alexander Barkley v roce 1942 tuto sekci vyčlenil do samostatného, nového rodu Searsia. V publikaci ovšem chybí popis rodu a uveřejnění je proto neplatné. Plný a platný popis rodu byl o rok později uveřejněn v díle Flora of Texas, kde je rovněž uveden popis pěstovaného druhu Searsia lancea a uveden druh Searsia tomentosa jako typový druh. Později byl však jako typový druh v souladu s pravidly botanické nomenklatury vybrán druh Searsia pentaphylla. V průběhu doby bylo uveřejněno několik nových jmen, většina platných druhových kombinací v tomto obsáhlém rodu však byla uveřejněna až v roce 2007.
Rod Searsia se od rodu Rhus odlišuje zejména převážně trojčetnými listy a dužninou plodů i za zralosti pevně připojenou k pecce. Rovněž u něj chybějí alergenní fenolické látky.

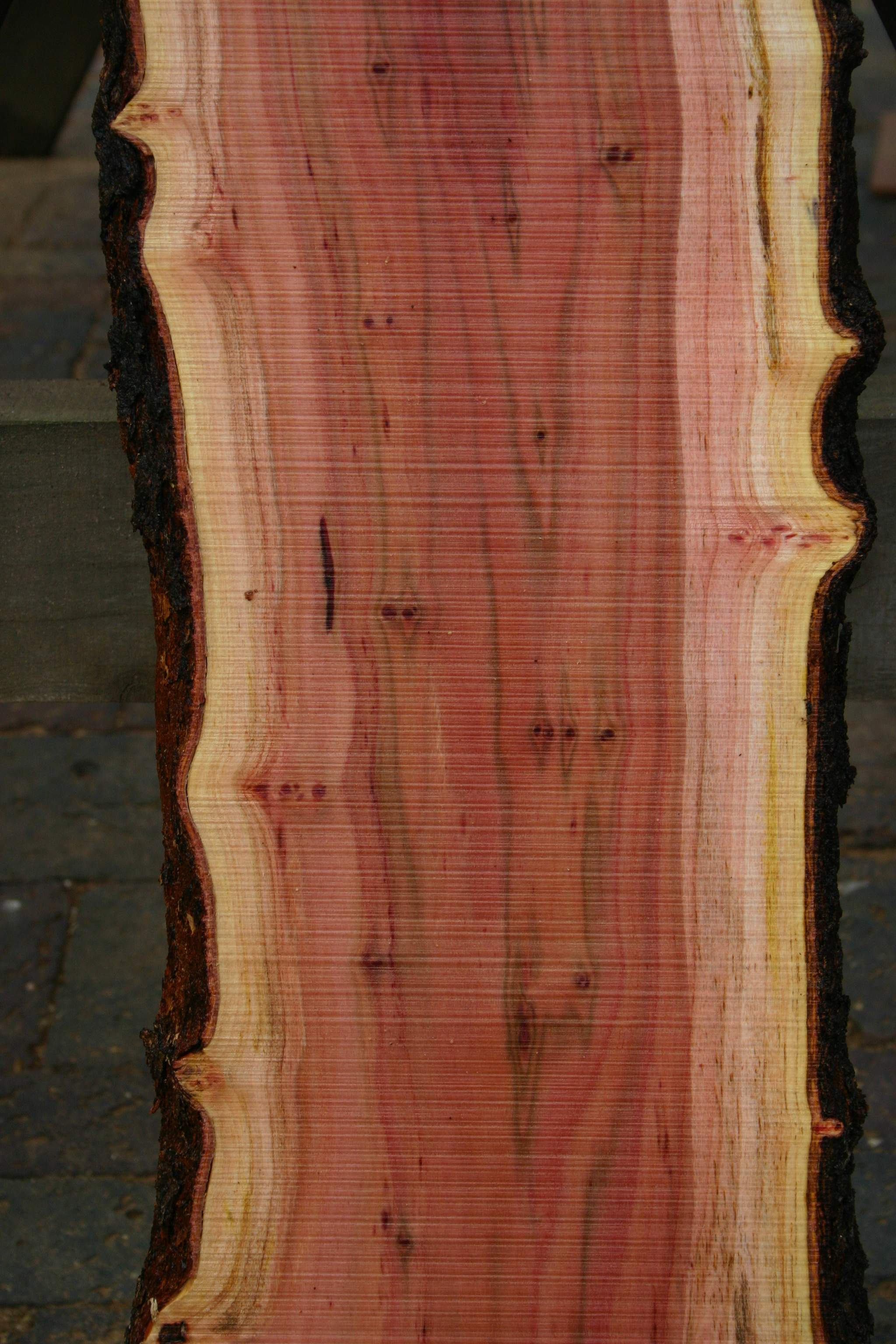
Dřevo Searsia lancea

## Význam
Searsie Searsia lancea je v teplých oblastech světa pěstována jako okrasná dřevina, je vysazována do živých plotů a větrolamů i jako pouliční strom. Dřevo slouží mj. k výrobě držadel nástrojů a částí povozů. Mladé větve jsou někdy používány na pletení. Plody jsou jedlé a je z nich připravován kvašený alkoholický nápoj. Ze dřeva a kůry je získáváno hnědé barvivo.
Plody druhu Searsia natalensis, rozšířeného v jižní a východní Africe, mají tenkou, sladkou dužninu. Jedlé jsou také zralé plody afrického druhu Searsia pyroides. Odvarem z kůry tohoto druhu se v Africe vymývají rány. Drcené kořeny s obilnou kaší slouží k léčení kapavky.
Asijský druh Searsia parviflora je využíván v indické medicíně (Ájurvéda, Unani). Nálev z listů slouží jako adstringens, syrová semena ulevují od bolestí zubů. Šťáva se zralých plodů se používá jako odčervovadlo, drcené kořeny mají projímavý účinek.